# Givrins
Givrins is een gemeente en plaats in het Zwitserse kanton Vaud, en maakt deel uit van het district Nyon. Givrins telt 867 inwoners.

## Overleden
- Hedwig Anneler (1888-1969), etnologe en schrijfster